# Paya Bili (Muara Dua)
Paya Bili is een bestuurslaag in het regentschap Lhokseumawe van de provincie Atjeh, Indonesië. Paya Bili telt 529 inwoners (volkstelling 2010).